# Christine Béchard
Christine Béchard (* 27. Februar 1963) ist eine ehemalige mauritische Leichtathletin.

## Biografie
Bei den Commonwealth Games 1982 trat Christine Béchard im Speerwurf an, wo sie den zehnten von elf Plätzen belegte.
Béchard war mit ihrer Teilnahme an den Olympischen Sommerspielen 1984 in Los Angeles die erste Frau aus Mauritius, die an Olympischen Spielen teilnahm. Im Diskuswurf schied sie jedoch in der Qualifikation als 17. aus.
Béchard konnte neben ihrer Olympiateilnahme auch einige nationale Erfolge verzeichnen. So wurde sie mehrmals nationale Meisterin im Speer- und Diskuswurf, Hochsprung sowie im 100-Meter-Hürdenlauf.